# CD320
CD320 (англ. CD320 molecule) – білок, який кодується однойменним геном, розташованим у людей на короткому плечі 19-ї хромосоми. Довжина поліпептидного ланцюга білка становить 282 амінокислот, а молекулярна маса — 28 991.
| 10         |  | 20         |  | 30         |  | 40         |  | 50         |
| ---------- |  | ---------- |  | ---------- |  | ---------- |  | ---------- |
| MSGGWMAQVG |  | AWRTGALGLA |  | LLLLLGLGLG |  | LEAAASPLST |  | PTSAQAAGPS |
| SGSCPPTKFQ |  | CRTSGLCVPL |  | TWRCDRDLDC |  | SDGSDEEECR |  | IEPCTQKGQC |
| PPPPGLPCPC |  | TGVSDCSGGT |  | DKKLRNCSRL |  | ACLAGELRCT |  | LSDDCIPLTW |
| RCDGHPDCPD |  | SSDELGCGTN |  | EILPEGDATT |  | MGPPVTLESV |  | TSLRNATTMG |
| PPVTLESVPS |  | VGNATSSSAG |  | DQSGSPTAYG |  | VIAAAAVLSA |  | SLVTATLLLL |
| SWLRAQERLR |  | PLGLLVAMKE |  | SLLLSEQKTS |  | LP         |  |            |

A: Аланін

C: Цистеїн

D: Аспарагінова кислота

E: Глутамінова кислота

F: Фенілаланін

G: Гліцин

H: Гістидин

I: Ізолейцин

K: Лізин

L: Лейцин

M: Метіонін

N: Аспарагін

P: Пролін

Q: Глутамін

R: Аргінін

S: Серин

T: Треонін

V: Валін

W: Триптофан

Кодований геном білок за функцією належить до факторів росту. 
Задіяний у такому біологічному процесі, як альтернативний сплайсинг. 
Білок має сайт для зв'язування з іонами металів, іоном кальцію. 
Локалізований у клітинній мембрані, мембрані.